# Summer Nude
Summer Nude (em japonês:  サマーヌード, Samānūdo) é uma série de televisão japonês produzida e exibida pela Fuji Television em 2013. Estrelado por Tomohisa Yamashita, Erika Toda e Karina Nose.

## Elenco
- Tomohisa Yamashita como Mikuriya Asahi / 三厨 朝日
- Erika Toda como Taniyama Hanae / 谷山 波奈江
- Karina Nose como Chiyohara Natsuki / 千代原 夏希
- Masami Nagasawa como Ichikura Kasumi / 一倉 香澄
- Ryo Katsuji como Yaino Takashi / 矢井野 孝至
- Kubota Masataka como Kirihata Hikaru / 桐畑 光
- Shori Sato como Taniyama Hayao / 谷山 駿
- Mizuki Yamamoto como Horikiri Aoi / 堀切 あおい
- Yudai Chiba como Yoneda Haruo / 米田 春夫
- Ayami Nakajo como Ichise Mami / 一瀬 麻美
- Nanami Hashimoto como Ishikari Kiyoko / 石狩 清子
- Katsunori Takahashi como Shimojima Kenji / 下嶋 賢二
- Yuka Itaya como Shimojima Setsuko / 下嶋 勢津子
- Saiki Shigeru como Kominami Fumihiro /小南 文博

## Episódios
| Número de episódio | Data de transmissão original | Título do episódio                                    | Título romanizado                                                         | Classificação |
| ------------------ | ---------------------------- | ----------------------------------------------------- | ------------------------------------------------------------------------- | ------------- |
| 1                  | 8 de julho de 2013           | 走り出す恋！ 夏の大三角関係ラブストーリー始まる       | Hashiridasu koi! Natsunodaisankaku kankei rabusutōrī hajimaru             | 17.4%         |
| 2                  | 15 de julho de 2013          | 海の日15分拡大SP・片想いの連鎖…どしゃ降り雨とうれし涙 | Uminohi 15-bu kakudai SP kataomoi no rensa… doshaburi ame to ureshinamida | 12.8%         |
| 3                  | 22 de julho de 2013          | 明かされた秘密！ それでも君を愛してる                 | Akasa reta himitsu! Soredemo kimi o aishi teru                            | 10.8%         |
| 4                  | 29 de julho de 2013          | 好きになってるじゃん、私                              | Suki ni natterujan, watashi                                               | 13.4%         |
| 5                  | 5 de agosto de 2013          | 友情と恋…あなたはどちらを選びますか？                 | Yūjō to koi… anata wa dochira o erabimasu ka?                             | 11.7%         |
| 6                  | 12 de agosto de 2013         | さよなら大好きな人…運命の再会と十年愛の結末           | Sayonaradaisukinahito… unmei no saikai to jūnen'ai no ketsumatsu          | 12.0%         |
| 7                  | 19 de agosto de 2013         | 離れている方が心の距離は近くなる？                    | Hanarete iru kata ga kokoro no kyori wa chikaku naru?                     | 11.1%         |
| 8                  | 26 de agosto de 2013         | 好きになってるじゃん、俺                              | Suki ni natterujan, ore                                                   | 11.7%         |
| 9                  | 2 de setembro de 2013        | 10分でも会いたい                                      | 10-Bu demo aitai                                                          | 12.6%         |
| 10                 | 9 de setembro de 2013        | 抱きしめられて                                        | Dakishime rarete                                                          | 12.4%         |
| 11                 | 16 de setembro de 2013       | 裸になれた夏…ずっとそばにいるから                     | Hadaka ni nareta natsu… zutto soba ni irukara                             | 11.9%         |
| Média: 12.7%       |                              |                                                       |                                                                           |               |